# Kloster Klaarkamp

Klosterstammbaum

Das Kloster Klaarkamp, lateinisch Monasterium beatae Mariae de Claro Campo (Kloster der Heiligen Maria von Klaarkamp) war eine Zisterzienserabtei etwa vier Kilometer südwestlich von Dokkum (Gemeinde Dongeradeel) und zwei Kilometer nördlich von Rinsumageest in der niederländischen Provinz Friesland.

## Geschichte
Das Kloster wurde 1163 oder 1165 als Tochterkloster der Primarabtei Clairvaux in Frankreich (die überwiegende Version, nach anderen Angaben als Tochterkloster von Kloster Riddagshausen bei Braunschweig, was das Kloster der Filiation der Primarabtei Morimond zuwiese) gegründet. Der Abtei unterstanden Kloster Bloomkamp (gegründet 1190 bei Bolsward), Kloster Aduard (gegründet 1192) und Kloster Gerka oder Gerkeskloster (gegründet 1240 bei Buitenpost). Das Kloster, das Backsteine aus dem heimischen Klei produzierte, soll Hunderte von Konversen gezählt haben. Es war in Janum, Sijbrandahuis, Veenwouden und auf der nach der Kleidung der Mönche benannten Insel Schiermonnikoog begütert. Es besaß die Grangie Betterwird, die in Westdongeradeel gelegen haben soll. Im Zuge der Reformationskämpfe des Achtzigjährigen Krieges ging Friesland zum Protestantismus über. Am 31. Mai 1580 wurde die Abtei aufgehoben und die Besitzungen fielen an den Staat von Friesland. Die Gebäude wurden verkauft und abgebrochen. Im 19. und im 20. Jahrhundert wurde der rund vier Meter hohe Hügel, auf dem das Kloster gestanden hatte, abgegraben; bei dieser Gelegenheit fanden Ausgrabungen statt.

## Anlage und Bauten
Von den Klostergebäuden hat sich nichts erhalten. Ein großer Findling markiert die Stelle des Klosters.